# Eclipsa de Lună din 19 noiembrie 2021
O eclipsă parțială de Lună s-a produs la 19 noiembrie 2021.

## Vizibilitate
Eclipsa a fost complet vizibilă din Asia, Australia și America, vineri, 19 noiembrie 2021, iar parțial din Alaska și Hawaii, joi, 18 noiembrie 2021. A fost parțial vizibilă în nord-vestul și nordul Europei și în nord-estul extrem al Europei (nord-estul Rusiei europene). 
Pe teritoriile României și Republicii Moldova nu a putut fi observată.
Eclipsa s-a produs în urmă cu 3 ani, 108 zile.

## Particularitate
Cu o magnitudine de peste 97 %, faza parțială de contact cu umbra Pământului este deosebit de lungă. Cu aproape 3 ore și de 30 minute, aceasta a fost cea mai lungă eclipsă parțială de Lună din 1440 și cea mai lungă până în 2669.

Acest rezultat trebuie relativizat, întrucât este vorba de o eclipsă parțială. O eclipsă totală de Lună, care se va produce la 8 noiembrie 2022, va avea o perioadă de contact cu umbra Pământului de aproape 3 ore și 40 de minute. 
|                     |
| Harta vizibilității |

## Galerie

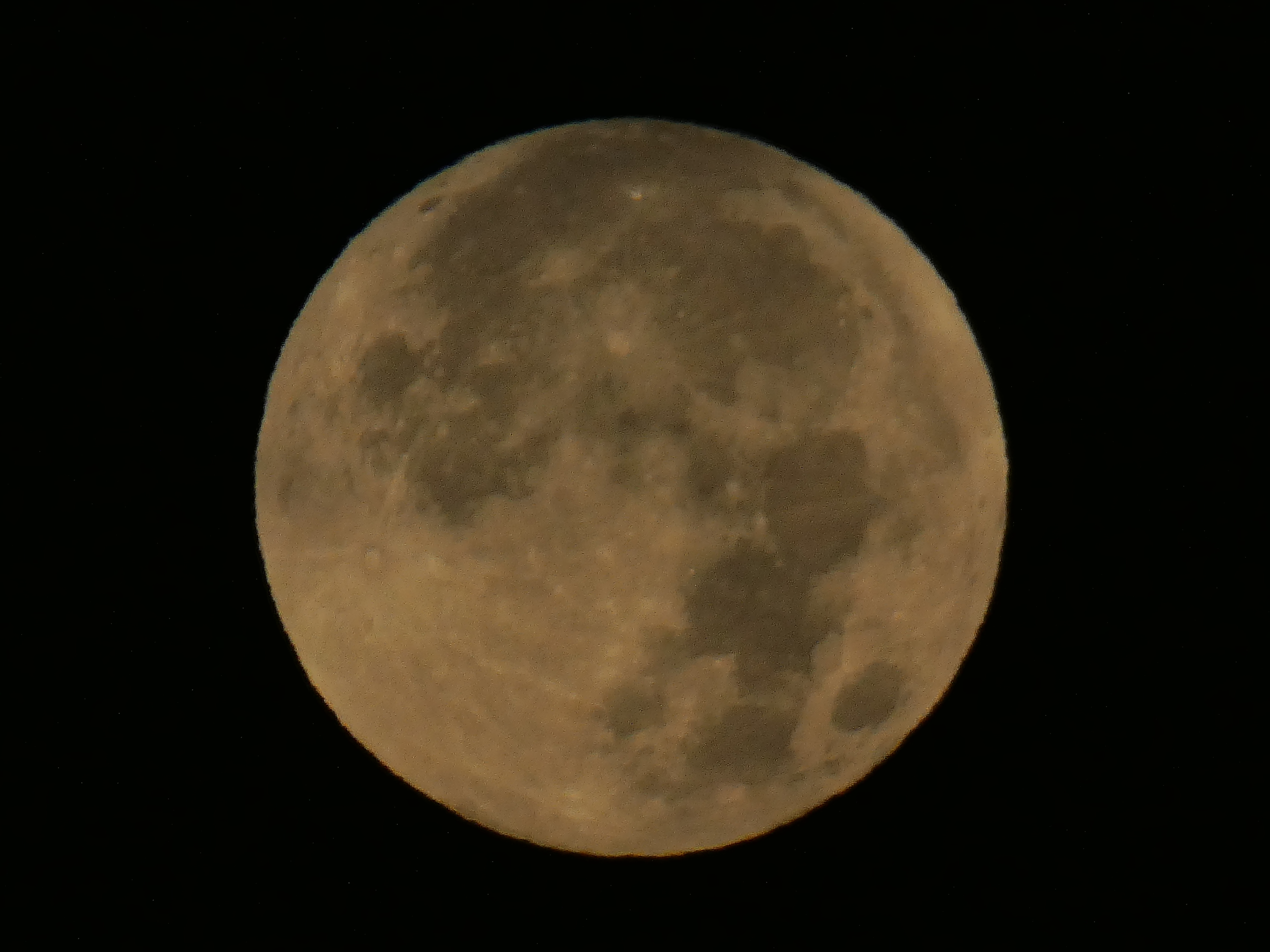
Madrid, Spania, 7:29 UTC
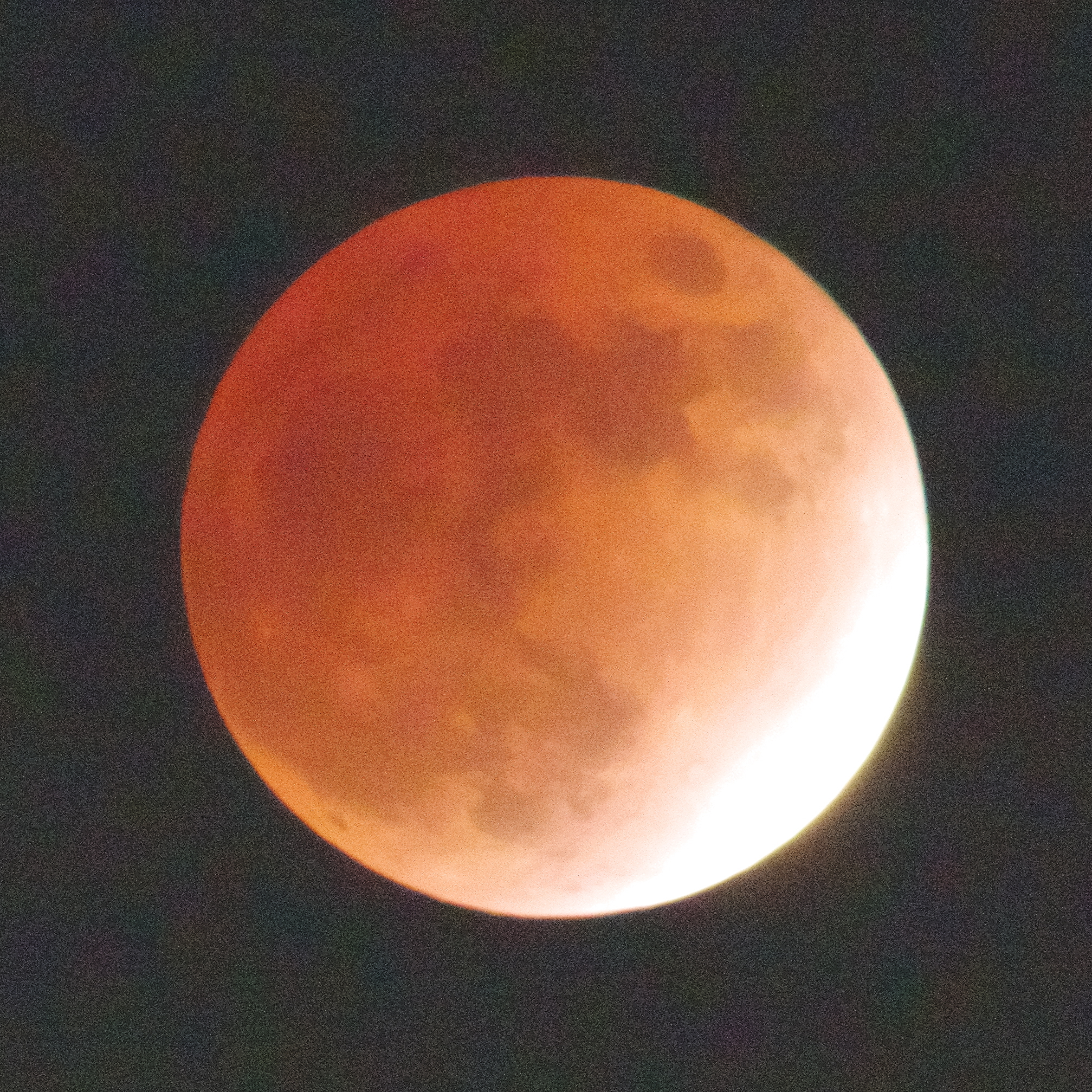
Nara, Japonia, 8:51 UTC
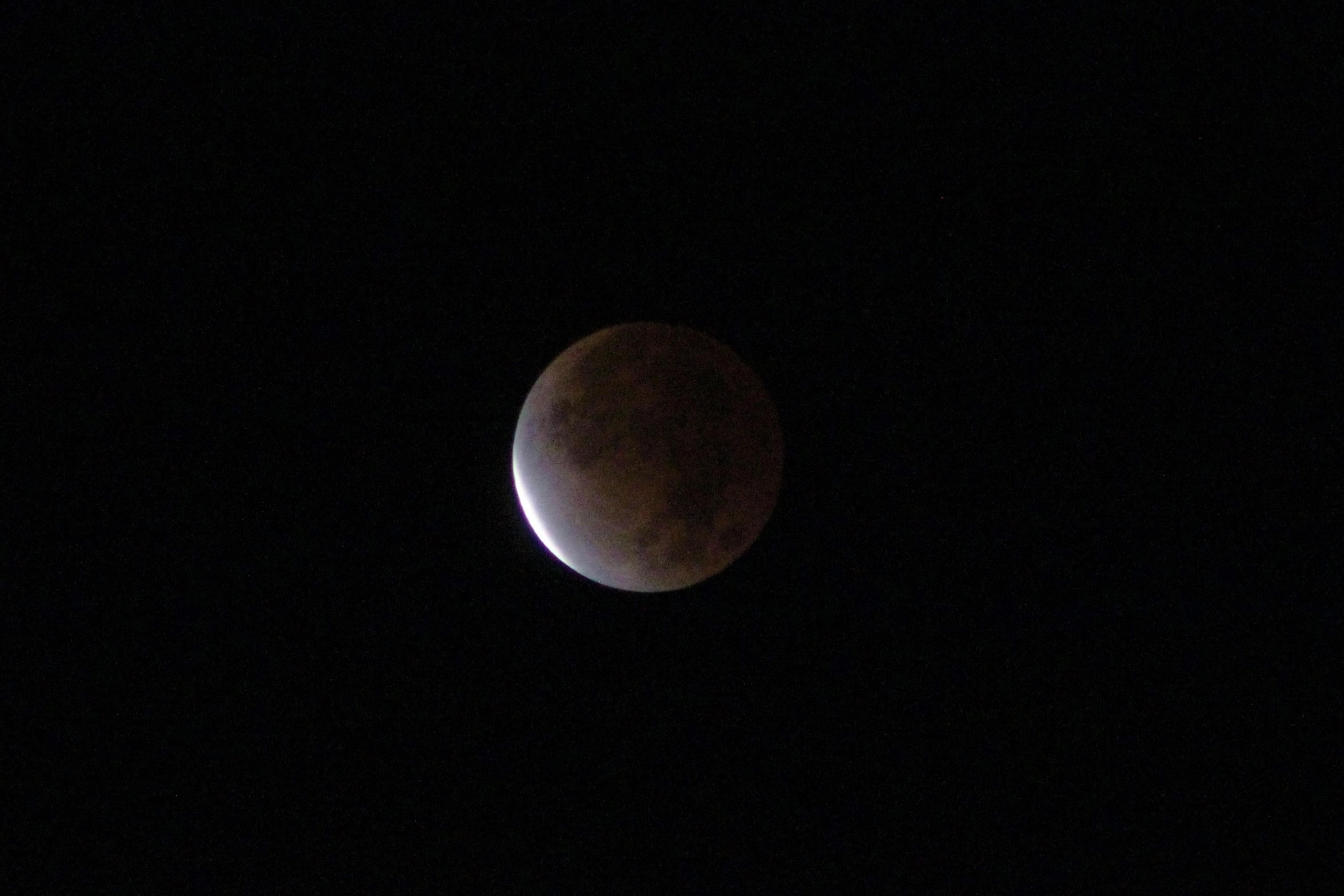
Toronto, Ontario, 8:53 UTC
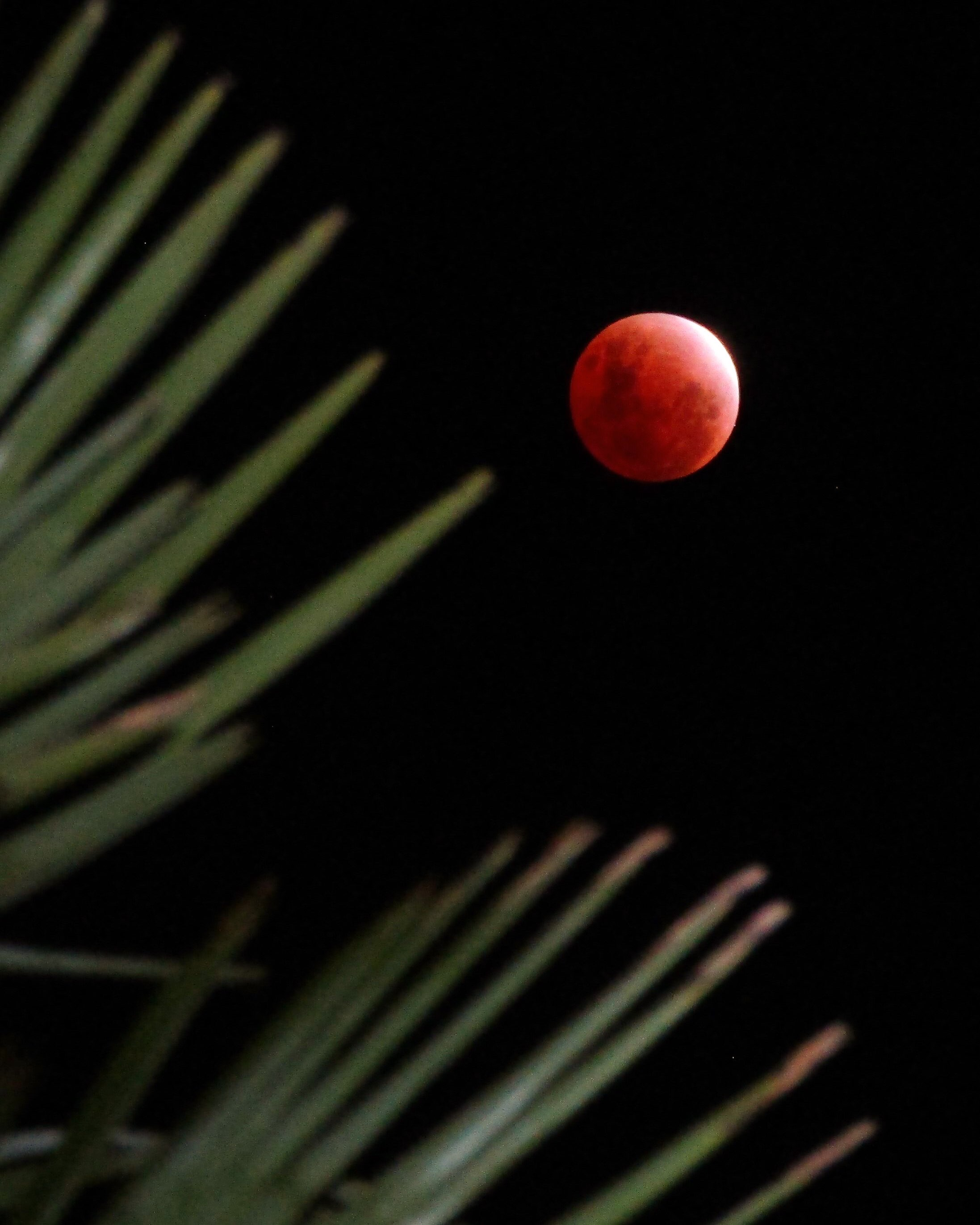
New Plymouth, Noua Zeelandă, 9:03 UTC
Santa Fe, New Mexico, 9:03 UTC
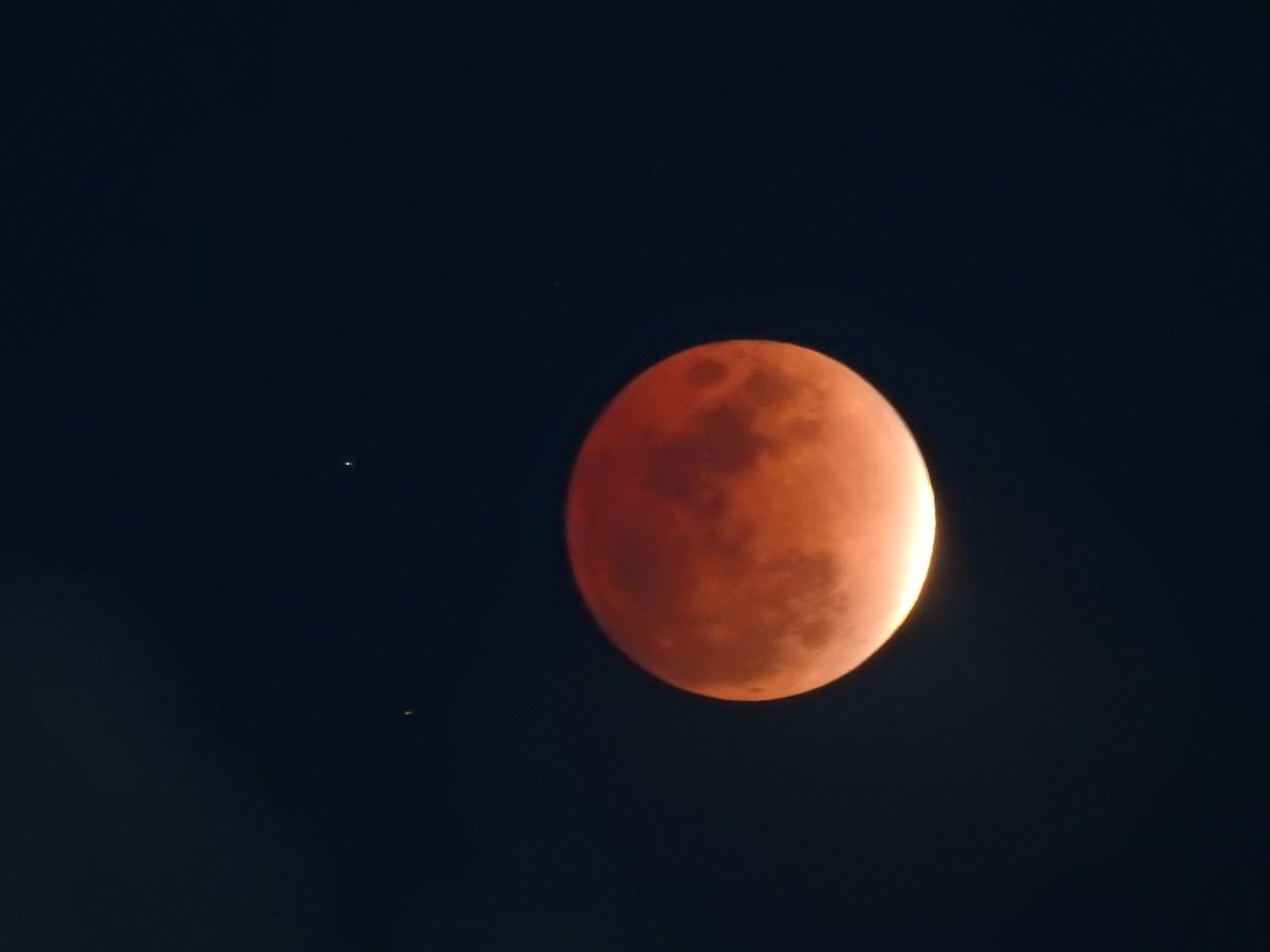
Jayapura, Indonezia, 9:04 UTC
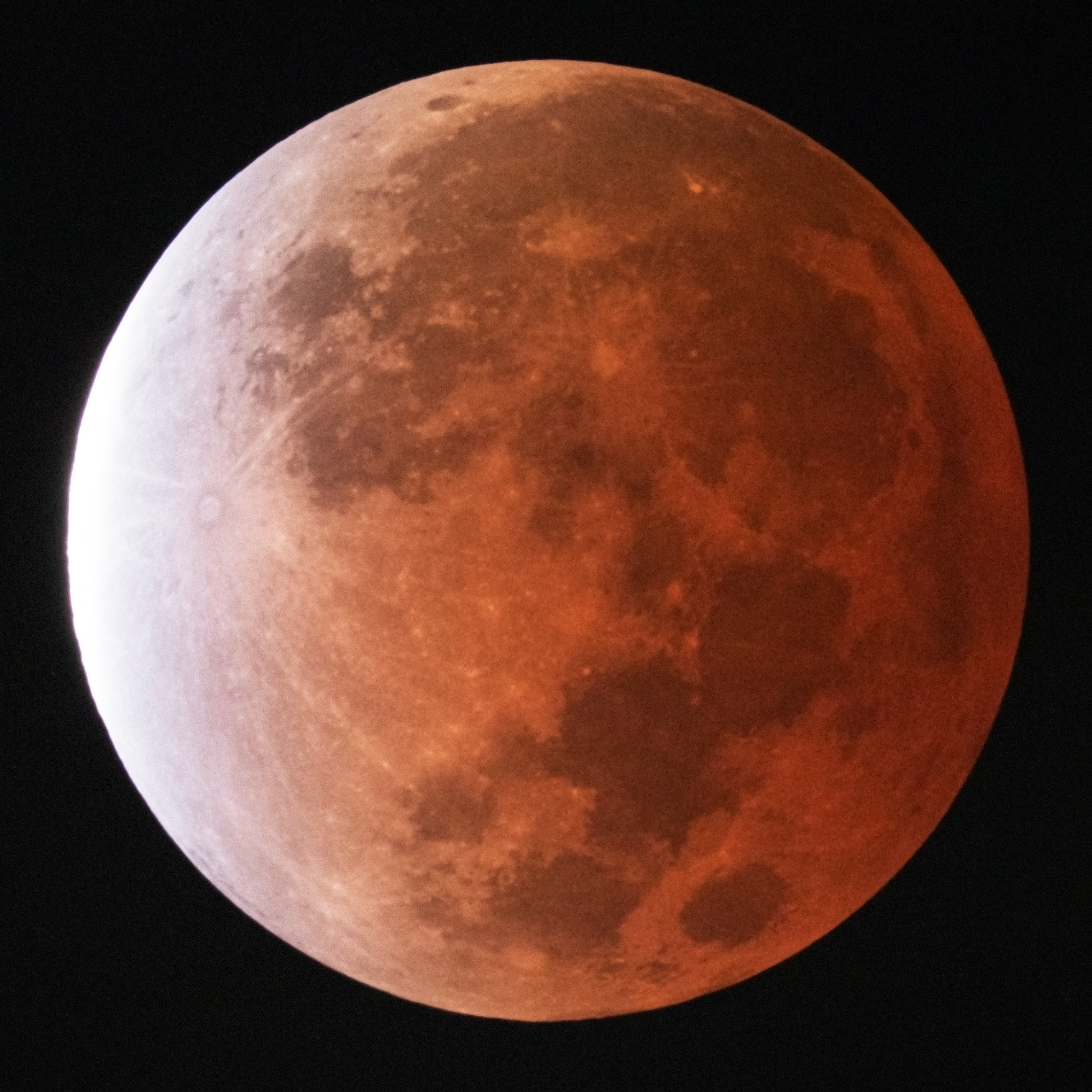
Mexico City, Mexic, 9:08 UTC
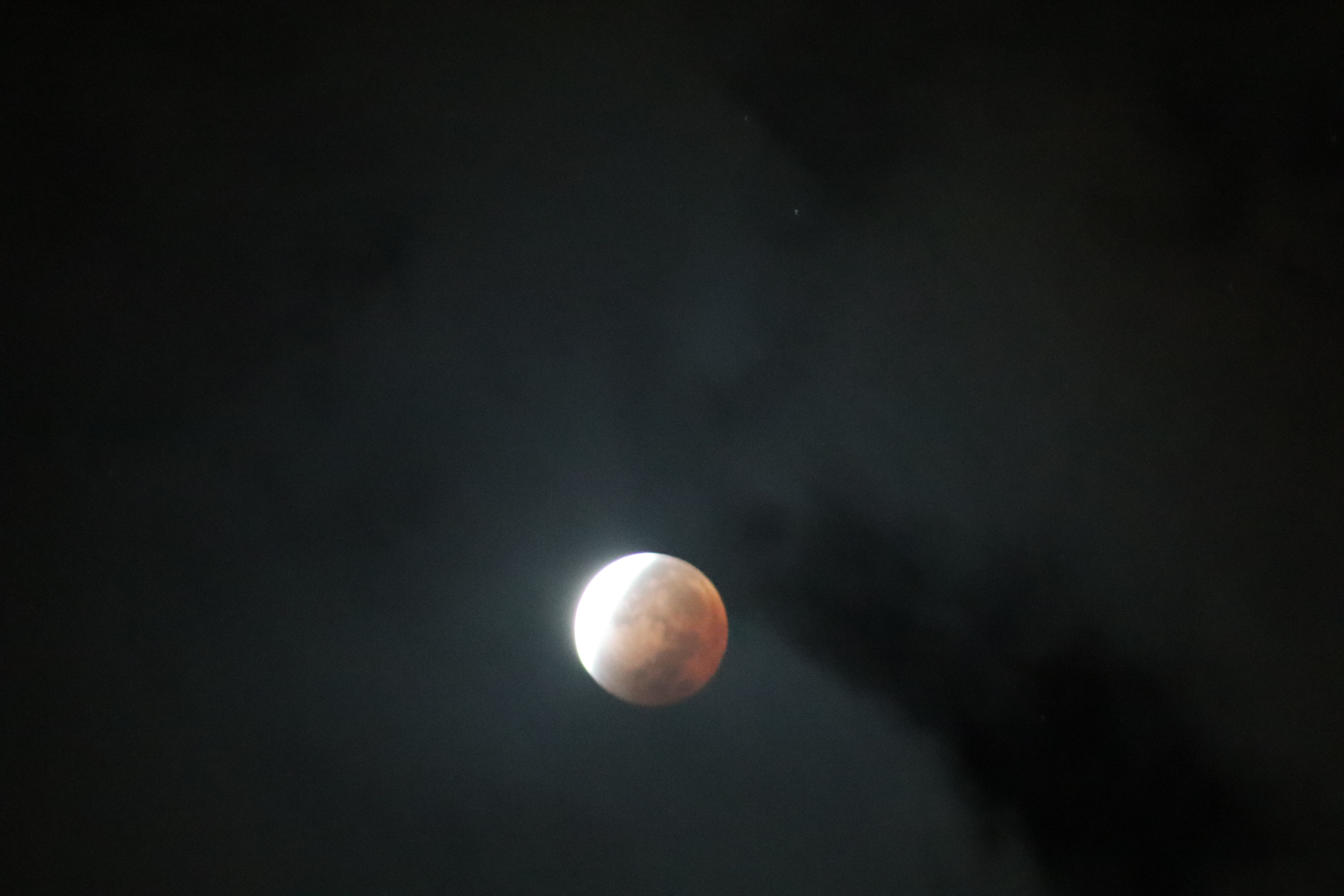
Dayton, Ohio, Ohio, 9:25 UTC
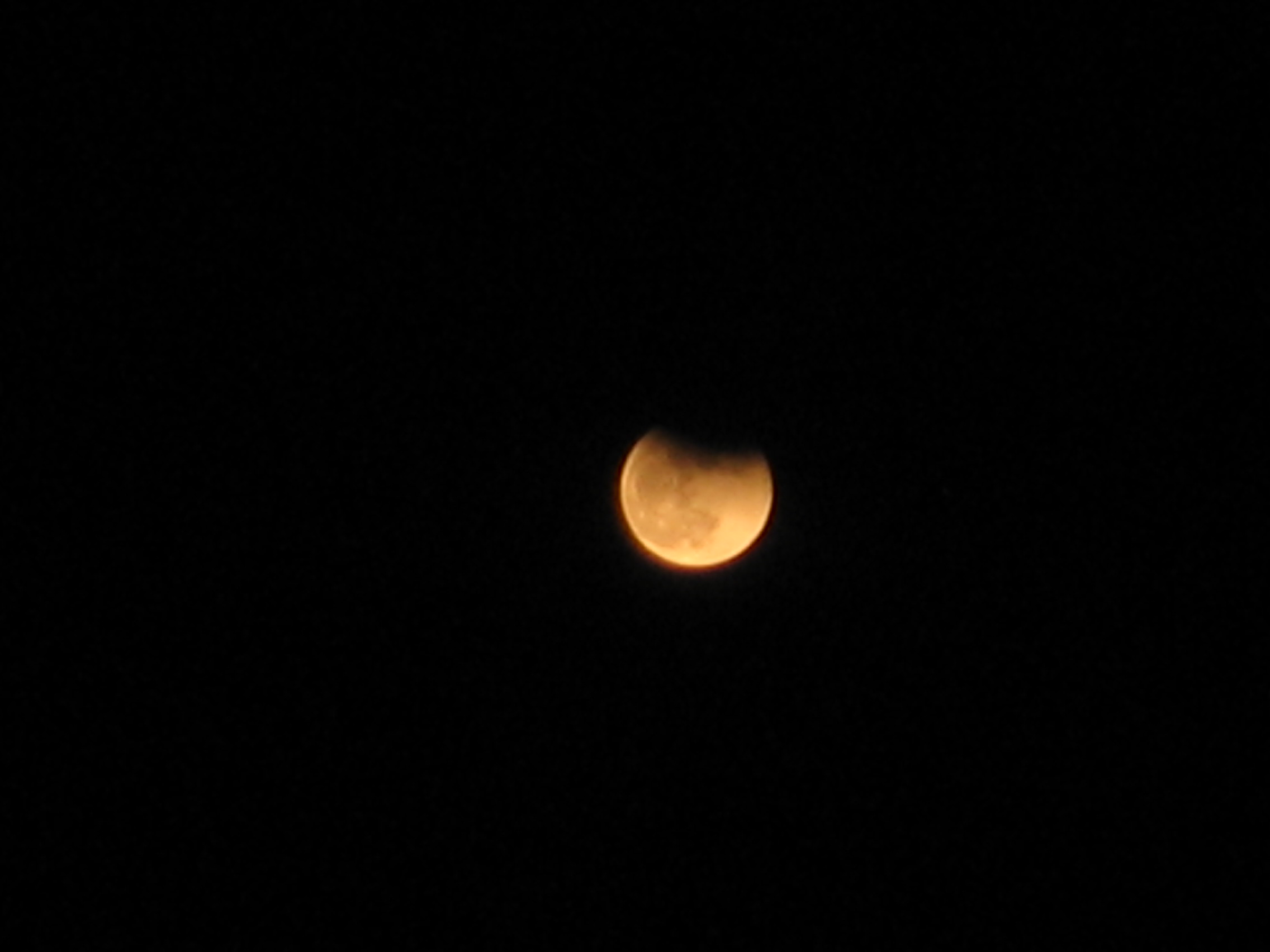
Hefei, China, 10:35 UTC
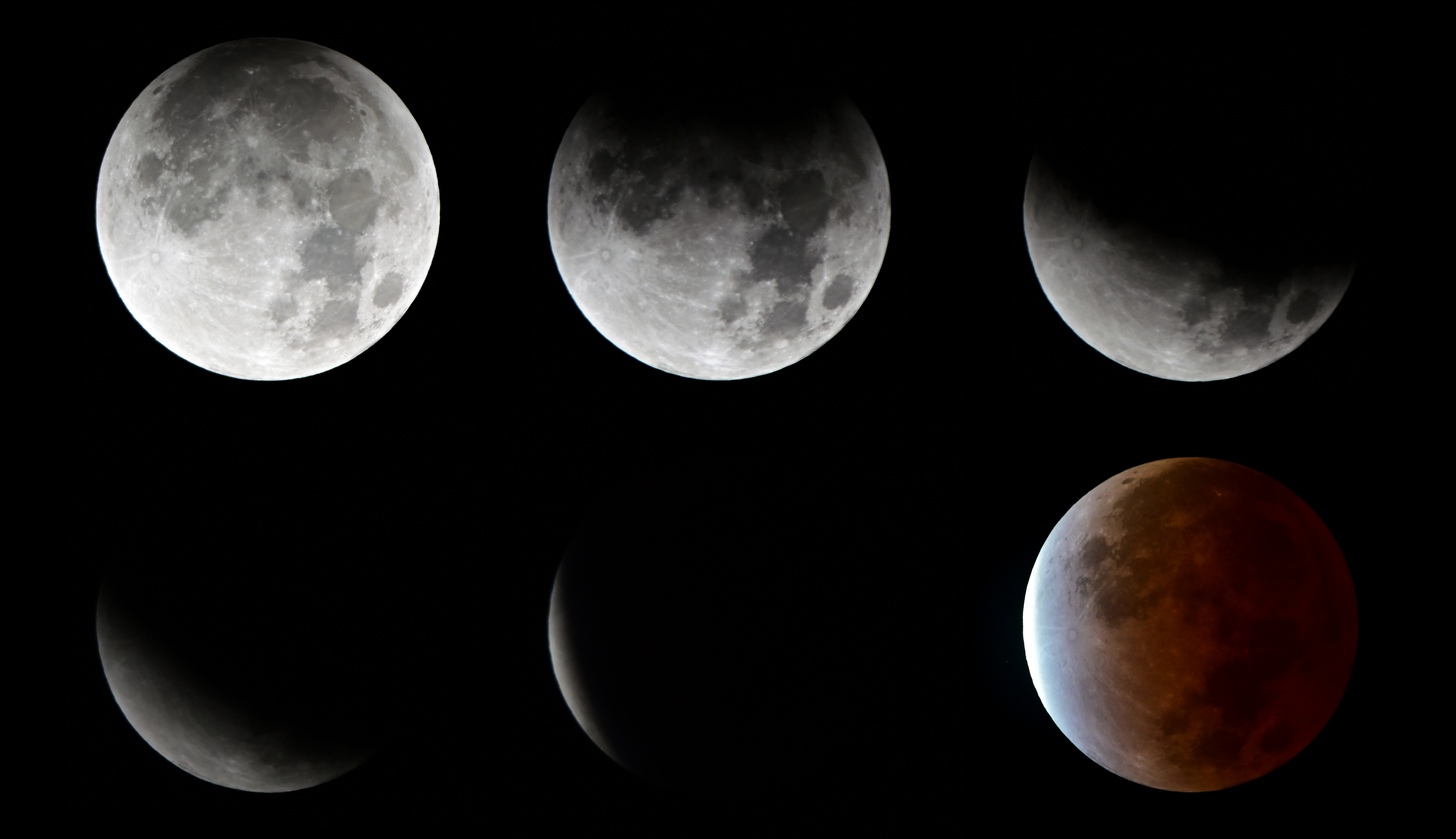
Eclipsa în progresie văzută din Texas
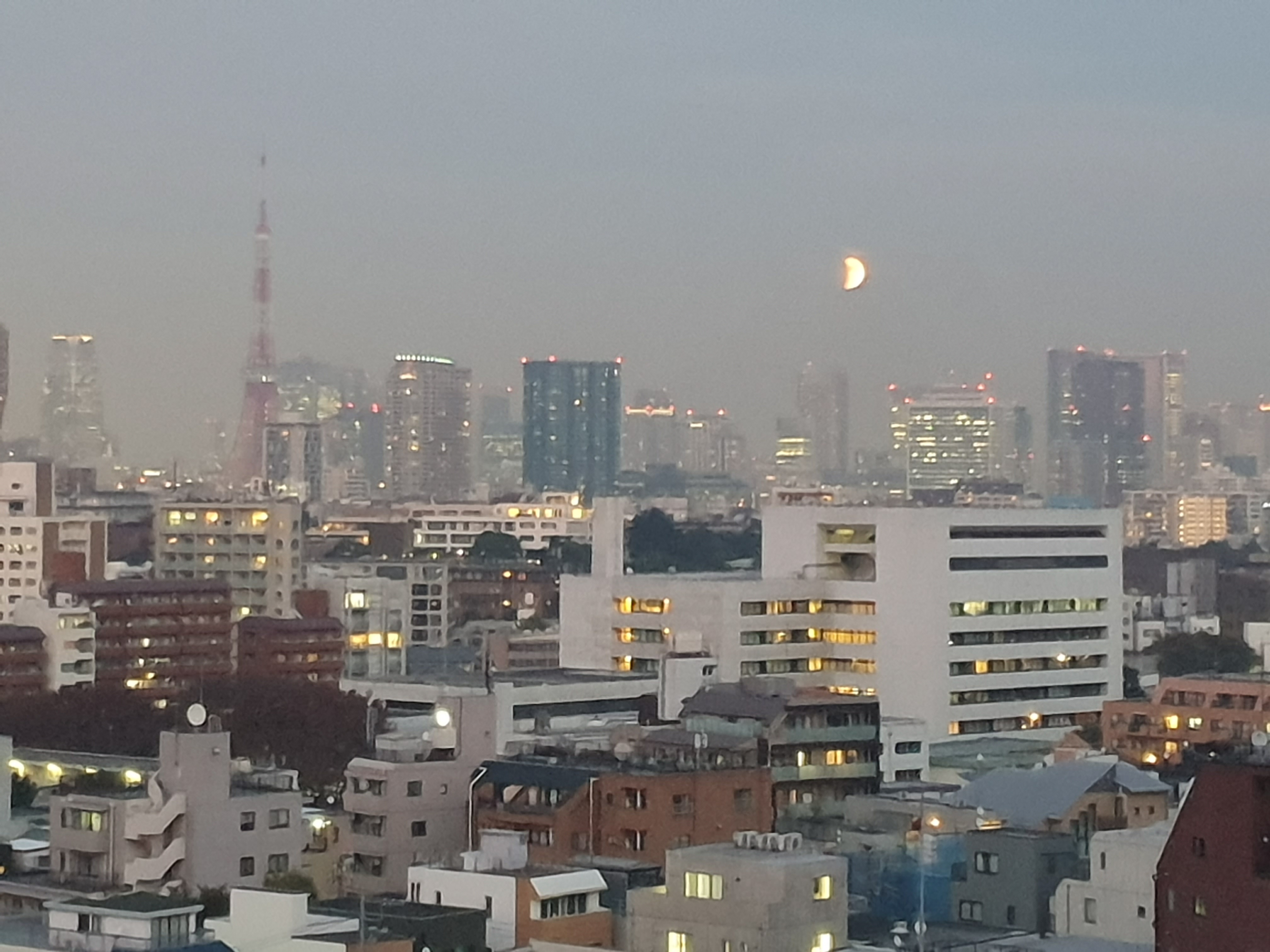
Eclipsa văzută de la Tokyo.
- Weifang, China, 10:31 UTC

## Eclipsele din 2021
- Eclipsa totală de Lună din 26 mai 2021.
- Eclipsa inelară de Soare din 10 iunie.
- Eclipsa parțială de Lună din 19 noiembrie.
- Eclipsa totală de Soare din 4 decembrie.